# انجمن شووا
شوواکای (ژاپنی: 昭和会) یک حزب بود که در دسامبر ۱۹۳۵ توسط گروهی متشکل از ۱۸ نماینده مجلس ژاپن تأسیس شد که در اعتراض به تصمیم رئیس سابق مجلس برای ادامه مخالفت با دولت اوکادا کیسوکه از ریکن سییوکای و باشگاه موشوزوکو خارج شده بودند.